# Gammapolis
A Gammapolis az Omega együttes kilencedik magyar nagylemeze, az együttes haladó űrrock space-rock-korszakának 3., záró darabja. A felvételek 1978-ban készültek, a lemez 1979-ben jelent meg. 650 000 eladott példányával a legsikeresebb zenei lemez Magyarországon. Az anyaghoz készült egy angol nyelvű változat is, a Gammapolis (angol).

## Kiadások
| Év   | Kiadó           | Formátum | Sorszám                                                                                           | Megjegyzések |
| ---- | --------------- | -------- | ------------------------------------------------------------------------------------------------- | --- |
| 1979 | MHV Pepita      | LP       | SLPX 17579                                                                                        | |
| 1979 | MHV             | MC       |                                                                                                   | |
| 1993 | Hungaroton Mega | CD       | 93/M-090                                                                                          | |
| 1994 | Hungaroton Mega | CD       | HCD 17579                                                                                         | Égi vándor 1974–1981 – Az Omega összes nagylemeze II.. |
| 2002 | Hungaroton Mega | CD       | MCDA 87619                                                                                        | Gammapolisz – Gammapolis – angol változattal közös felújított kiadás, az Antológia vol. 3. 1975–1980 – Space rock albumok részeként és önállóan is megjelent. Terjedelmi korlátok miatt az angol anyag nem teljes. |
| 2002 | BMG Germany     | CD       |                                                                                                   | Anthology vol. 3. 1975–1980 – Space Rock Alben – németországi licenckiadás. |
| 2022 | GrundRecords    | GO12     | A 60 éves jubileum alkalmából megjelent újrakiadás, felújított hangzással, 24 oldalas booklettel. | |

## Dalok
A dalokat kollektíven jegyzi zeneszerzőként az Omega, a szövegíró Várszegi Gábor (kivétel a Start, amely instrumentális). Bár később elismerték, hogy Várszegi neve alatt valójában Bródy János írta az egész lemez szövegét, mivel azonban Tini annak idején eladta Várszeginek a szerzői jogokat, hivatalosan továbbra is az eredeti formában jegyzik a szerzőséget.

### Első oldal
1. Start – Gammapolis I.
2. Nyári éjek asszonya
3. Őrültek órája
4. A száműzött

### Második oldal
1. Hajnal a város felett
2. Arc nélküli ember
3. Ezüst eső
4. Gammapolis II.

### Bónusz a 2002-es kiadáson
A 2002-ben az Antológia-sorozatban megjelent felújított kiadásra felkerült az angol változat is, terjedelmi korlátok miatt maradt le a Start – Gammapolis és a Return of the Outcast (A száműzött). Az angol Gammapolis 2015-ben felkerült a Decades című válogatásra.
1. Dawn in the City (Hajnal a város felett)
2. Rush Hour (Őrültek órája)
3. Lady of the Summer Night (Nyári éjek asszonya)
4. Man without a Face (Arc nélküli ember)
5. Silver Rain (Ezüst eső)
6. Gammapolis II.

## Közreműködött
- Omega
  - Benkő László – billentyűs hangszerek
  - Debreczeni Ferenc – dob, ütőhangszerek
  - Kóbor János – ének, vokál
  - Mihály Tamás – basszusgitár
  - Molnár György – gitár
- Haumann Péter – próza (Arc nélküli ember)
- Szigeti Edit, Várszegi Éva – vokál

## Cenzúra
A címadó dal kezdősora többféle szövegváltozatban is ismert. A hamarabb elkészült angol lemezen „Now it's more, than thirty-five long years”, azaz 35 év szerepel, ez volt Kóbor János életkora a felvétel készítésekor (1978). Magyarul azonban az együttes átlagéletkorára akartak utalni, így lett „Oly hosszú volt a 33 év”. A cenzúra azonban a teljesen ártatlan szövegben politikai tartalmat sejtett, mivel 1978-33=1945, azaz a felszabadulás. Így végül az albumverzióba 23 évvel került a dal. Csakhogy a lemez a következő évben jelent meg, ekkor pedig az 1979-23=1956 miatt a Magyar Rádió nem volt hajlandó játszani a dalt, így kellett számukra egy újabb verziót készíteni, 29 évvel. A koncerteken maradt a 23 év, egészen 1994-ig, attól kezdve az eredetileg tervezett 33 évvel énekelték, 2012-ben pedig a jubileum tiszteletére  az 53 év csendült fel.
A "teljesen ártatlan szöveg" szerkezete a következő.  Keretet a "Start – Gammapolis I." című első dal szövege és a "Gammapolis II." című utolsó dal szövege adja.  Bevezetés: "Oly hosszú volt a 33 év, s oly messze van az én hazám.  Időm lejárt a Földet elhagyom, mert Gammapolis vár reám. ...".  Befejezés: "Az utazó már mindent végigjárt, Talán túl sokat kívánt, De nem látott se jobbnak, se boldogabbnak mást. ...".  Akkoriban a kivándorlás más korokkal ellentétben egyirányú utca volt, mert a hazatérés vagy csupán hazalátogatás megkeserítése vagy akár ellehetetlenítése volt a büntetés.  Az első lemezoldal utolsó száma, tehát a bevezetés és befejezés közti tárgyalási rész egyik leghangsúlyosabb helyén lévő, "A száműzött" című dal kezdete a következő: "A száműzött a városba tér, Szívében érzi, hogy ezzel az út véget ér.  Hazám, fogadd be őt!  Nem lázad ellened már, hisz az út véget ér. ".  Az akkori kivándorlási hullám 1979/82 környékén tetőzött, és a kivándorló általában száműzött is lett.  Ez oly sok embert választott el családtagjától, régi jó barátjától, hogy akkoriban mindenki értette a keserű viccet, hogy "Az utolsó ne felejtse el lekapcsolni a villanyt!".

## Gammapolis-csillag
Gammapolis 2007. április 15-étől fogva, már egy létező csillag neve is. Ennek dísztanúsítványait az Omega Fan Club csapata adta át az együttesnek a Kozármislenyben tartott 45 éves jubileumi koncert végén. A csillag a Nagy Medve csillagképben helyezkedik el. Omega-fórum és Omega-tévé